# 科科拉冰川

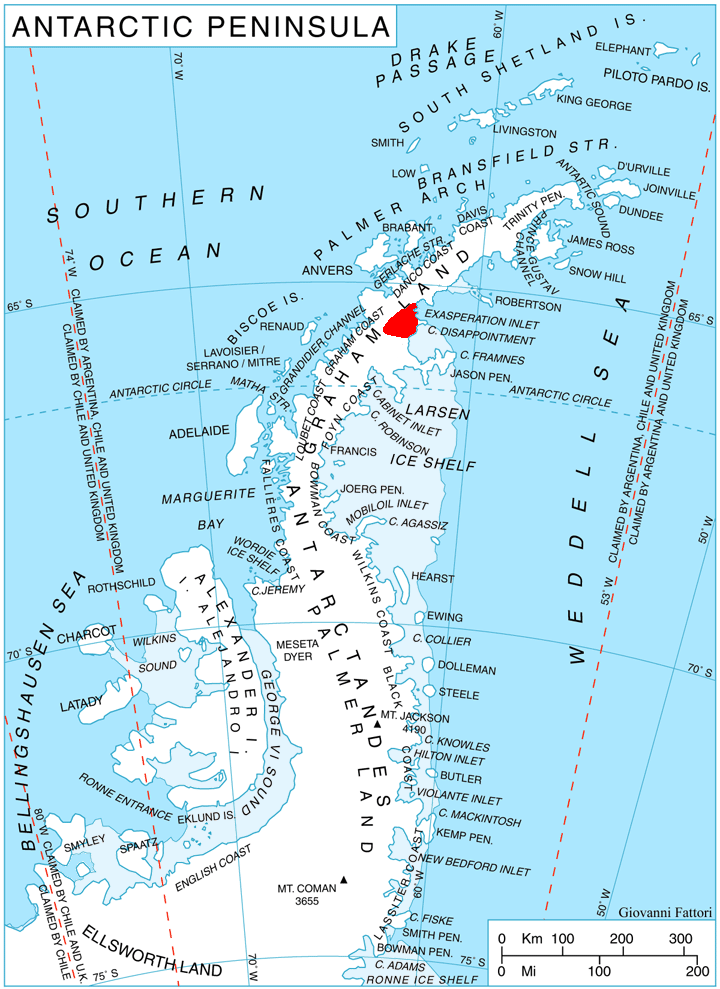

科科拉冰川（英語：Kokora Glacier）是南極洲的冰川，位於葛拉漢地的奧斯卡二世海岸，處於亞里斯多德山脈的斯泰夫雷克嶺地區，長13公里、寬1.5公里，最終注入梅爾維爾冰川，現時由南極條約體系管理。